# Diocesi di Autenti
La diocesi di Autenti (in latino Dioecesis Autentensis) è una sede soppressa e sede titolare della Chiesa cattolica.

## Storia
Autenti, situata tra Sbeitla e Henchir-Tina nell'odierna Tunisia, è un'antica sede episcopale della provincia romana di Bizacena.
Sono due i vescovi noti di questa sede. Il nome di Ortensio figura al 104º posto nella lista dei vescovi della Bizacena convocati a Cartagine dal re vandalo Unerico nel 484; Ortensio, come tutti gli altri vescovi cattolici africani, fu condannato all'esilio. Il secondo è Optatus gratia Dei episcopus sanctae ecclesiae Autentensis, che fu uno dei firmatari della lettera indirizzata dai vescovi della Bizacena nel 646 all'imperatore Costante II.
Dal 1933 Autenti è annoverata tra le sedi vescovili titolari della Chiesa cattolica; dal 23 giugno 2025 il vescovo titolare è Andrés Amaury Rosario Henriquez, vescovo ausiliare di Santiago de los Caballeros.

## Cronotassi

### Vescovi residenti
- Ortensio † (menzionato nel 484)
- Optato † (menzionato nel 641)

### Vescovi titolari
- José Juan Luciano Carlos Metzinger Greff, SS.CC. † (4 aprile 1964 - 23 ottobre 1992 deceduto)
- Francisco Ovidio Vera Intriago † (16 dicembre 1992 - 21 aprile 2014 deceduto)
- Gilberto Alfredo Vizcarra Mori, S.I. (11 giugno 2014 - 11 febbraio 2025 nominato arcivescovo di Trujillo)
- Andrés Amaury Rosario Henriquez, dal 23 giugno 2025